# Koszedary
Koszedary (lit. Kaišiadorys) – miasto litewskie w regionie Auksztota w okręgu kowieńskim, siedziba gminy.
Koszedary leżą na drodze pomiędzy dwoma największymi miastami Litwy: Wilnem (67 km) i Kownem (37 km) w widłach Niemna i Wilii. Liczba mieszkańców gminy – 37 tys., miasta – 9 734.

## Historia
W drugiej połowie XIX wieku majątki ziemskie Koszedary i Władykiszki należały do rodziny Roemerów (od 1876 r. Eugeniusza Roemera). W latach 60. XIX w. majątkiem w Koszedarach władał Ryszard Roemer, który przekazał go w dzierżawę lekarzowi Jackiewiczowi. W 1866 roku mieszkało tu 29 mieszkańców. Rozwój miejscowości spowodowała budowa stacji kolejowej w Koszedarach przy linii Wilno-Kowno (lata 60. XIX wieku). Później przez Koszedary poprowadzono linię kolejową do Szawli. W 1905 r. władze carskie zamknęły w Koszedarach szkołę rękodzieła zorganizowaną przez polskie Towarzystwo „Oświata”.
W 1915 roku po zajęciu Koszedar przez wojska niemieckie miasto stanowiło ważne centrum administracyjne dla tamtejszego węzła kolejowego. 
14 grudnia 1920 r. polska eskadra Wojsk Litwy Środkowej zbombardowała st. kol. Koszedary. W 1926 roku w Koszedarach ulokowano siedzibę biskupstwa. W styczniu 1930 r. w poczekalni dworca kolejowego doszło do kuriozalnego sądu nad Władysławem Jagiełłą, królem polskim i wielkim księciem litewskim. Oskarżyciel występujący w imieniu mieszkańców powiatu trocko-koszedarskiego zażądał dla króla kary śmierci i wykreślenia go z historii Litwy. W Koszedarach swój majątek ziemski miał również Kazimierz Strumiłło.
Podczas okupacji hitlerowskiej, na początku lipca 1941 roku Niemcy utworzyli getto dla żydowskich mieszkańców. Przebywało w nim około 1700 (w tym Żydzi z Żośli i Żyżmor) osób. 27 września 1941 roku Niemcy zlikwidowali getto, a Żydów zamordowano w lesie Strošiunai. Sprawcami zbrodni byli żołnierze z Einsatzkommando 3, oraz litewskie służby bezpieczeństwa. 